# (680) Genoveva
(680) Genoveva es un asteroide perteneciente al cinturón de asteroides descubierto el 22 de abril de 1909 por August Kopff desde el observatorio de Heidelberg-Königstuhl, Alemania.
Está nombrado por Genoveva, un personaje de la ópera y drama homónimos de Robert Schumann y Friedrich Hebbel respectivamente.